# Liebherr-Hydraulikbagger
Die Liebherr-Hydraulikbagger GmbH mit Sitz in Kirchdorf an der Iller ist ein Teil der Liebherr-Unternehmensgruppe. Das Werk ist die Wiege des Unternehmens Liebherr und war im Jahre 2015 Weltmarktführer im Bereich Mobilbagger. Am Standort in Kirchdorf werden neben Hydraulikbaggern auch Materialumschlagmaschinen und knickgelenkte Muldenkipper entwickelt und produziert.
Auf einer Fläche von 435.000 m², davon 150.000 m² überdachte Hallenfläche produzieren 1770 Beschäftigte etwa 3900 Maschinen pro Jahr.

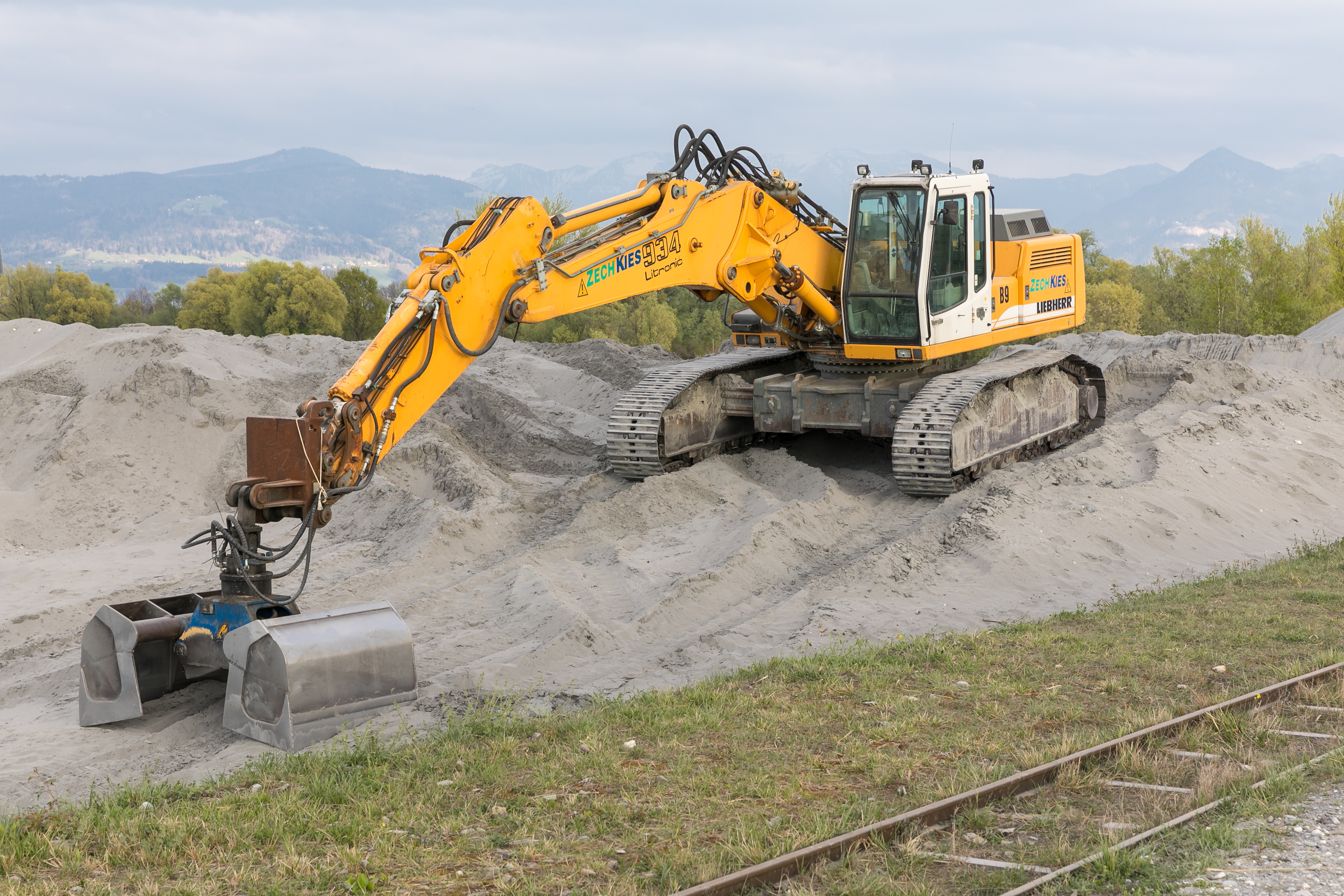
Liebherr 934 Bagger

## Geschichte
Im Jahre 1949 konstruierte und baute Hans Liebherr mit einem Team bestehend aus Ingenieuren, Schlossern, Schmieden und Technikern in Kirchdorf den ersten fahrbaren Turmdrehkran TK 10 in einer Serie von fünf Stücken. 1954 den ersten hydraulischen Mobilbagger, zwei Jahre später Raupenbagger und die schon am Markt existierenden Radlader in Serienfertigung. Nahezu alle von Liebherr hergestellten Baumaschinen wurden zuerst am Standort Kirchdorf entwickelt, serienproduziert und dann in die inzwischen auf allen Kontinenten existierenden 130 Gesellschaften ausgelagert.
Mit dem Bau einer 180 Meter langen, 128 Meter breiten und 25 Meter hohen Montagehalle sowie eines neuen Verwaltungsgebäudes erfolgte 2007 die Neuausrichtung des Standortes. Ergänzend hierzu wurde im Jahr 2014 ein neues Aus- und Weiterbildungszentrum errichtet.
Auf der Südseite des Werkes wurde 2018 das Entwicklungs- und Vorführzentrum (kurz EVZ) fertiggestellt. Dieses umfasst eine Fläche von 12,68 Hektar und beinhaltet mehrere Teststrecken, einen Schallmessplatz, eine Versuchs- und Montagehalle mit integriertem Prüfstand für Strukturkomponenten sowie ein dreistöckiges modernes Bürogebäude. Das Entwicklungs- und Vorführzentrum ist laut dem Unternehmensmarketing in dieser Form einzigartig in Europa und speziell auf die Entwicklung von Bau- und Materialumschlagmaschinen ausgelegt.

## Produkte
Das Produktspektrum der Liebherr-Hydraulikbagger GmbH umfasst Mobilbagger verschiedener Größenklassen mit einem Einsatzgewicht von 11 bis 27 Tonnen. Als Sondergerät werden zudem Zweiwegebagger, der A922 und A924 Rail, für den Einsatz auf Bahngleisen entwickelt und produziert.
Bei den Materialumschlagmaschinen werden sowohl Maschinen mit Rädern als auch mit Laufketten im Bereich von 22 bis 220 Tonnen Einsatzgewicht angeboten. Hierbei stehen auch reinelektrische Maschinen zur Verfügung, die anstelle einer Batterie direkt per Kabel an das Stromnetz angeschlossen werden.
Im Jahr 2020 erfolgte die Serieneinführung des knickgelenkten Muldenkippers TA 230.